# جامعة ممفيس (مصر)
جامعة ممفيس هي جامعة مصرية خاصة تقع في القطعة رقم 25 بمنطقة الجامعات والمعاهد بمدينة القاهرة الجديدة، محافظة القاهرة،.

## النشأه
في 19 مارس 2024، أصدر مجلس الوزراء موافقته على مشروع قرار رئيس الجمهورية بشأن إنشاء جامعة خاصة تحمل اسم "جامعة ممفيس". وفقًا لمشروع القرار، تتمتع الجامعة بشخصية اعتبارية مستقلة، ويقع مقرها في القطعة رقم 25 بمنطقة الجامعات والمعاهد بمدينة القاهرة الجديدة، محافظة القاهرة. كما تم التأكيد على أن الهدف الأساسي للجامعة لا يتمثل في تحقيق الربح.

## الأهداف
تسعى "جامعة ممفيس" إلى الإسهام في تطوير التعليم والبحث العلمي، من خلال توفير التخصصات الأكاديمية اللازمة لإعداد الكوادر المتخصصة والفنيين والخبراء في مختلف المجالات. وتهدف الجامعة إلى تحقيق التكامل بين أهدافها واحتياجات المجتمع المتطور، إلى جانب تقديم الخدمات البحثية للجهات المختلفة. كما تلتزم بتوفير أحدث الأجهزة والتقنيات المتطورة، وتعزيز الروابط الثقافية والعلمية مع الجامعات والمؤسسات الأكاديمية، مستفيدة من أحدث الأساليب والتطورات التي وصلت إليها الدول المتقدمة في المجال الأكاديمي.

## الكليات
وتضم "جامعة ممفيس" كليات:
- الطب البشري.
- الهندسة.
- إدارة الأعمال.